# Polandball
Polandball, også kendt som countryball, er et brugergenereret politisk internetfænomen, der stammes på den /int/-afdelingen af det tyske imageboard Krautchan.net i slutningen af 2009. Memet er vist i række af onlinetegneserier, hvor lande, områder, og regioner præsenteres som personaer, der interagerer på ofte gebrokkent engelsk, og gør nar af nationale stereotyper og internationale forhold. Polandball har også opnået stor succes på YouTube, hvor den mest abonnerede Polandball-centrerede kanal er No Idea Animation.